# Mühlviertel
Mühlviertel este o regiune istorică din landul Austria Superioară (Oberösterreich), la nord de Dunăre. Denumirea regiunii provine de la râurile Steinerne Mühl (Moara de Piatră), Kleine Mühl (Moara Mică) și Große Mühl (Moara Mare), care îl traversează. Forma în care se află în prezent regiunea datează din anul 1779, fiind subîmpărțită de districtele politice care au apărut în secolul XIX. Caracteristic regiunii sunt gospodăriile țărănești clădite din blocuri de granit ca și cetățile sau bisericile clădite în stil gotic.

## Date geografice
Mühlviertel se învecinează la vest cu Bavaria, la nord cu Republica Cehă iar la est cu Austria Inferioară. Din punct vedere geologic, în această regiune de podiș înalt predomină rocile de granit și gnaisurile; aici se află partea austriacă a munților Böhmerwald. Muntele cel mai înalt din Mühlviertel este Plöckenstein (1.378 m). Pe teritoriul comunei Sankt Nikola an der Donau, la granița cu Niederösterreich, se află cel mai jos punct din regiune cu altitudinea de  228  m deasupra n.m.. Singurele locuri netede (lipsite de dealuri) ale regiunii sunt ținuturile dintre Aschach și Ottensheim respectiv dintre Mauthausen și Grein. Văile apelor curgătoare din regiune sunt lăsate în forma lor naturală, ele fiind flancate de formațiuni stâncoase și de smârcuri unde trăiește vidra, râsul, precum și „Gentianella praecox”, plante din familia Gentianaceae.

## Cultura populară
La Sandl există din 1989 un muzeu al icoanelor pe sticlă. Pictura pe sticlă de la Sandl⁠(de)[traduceți] a fost inclusă de UNESCO în anul 2012 în Patrimoniul cultural imaterial al umanității.

## Regiuni

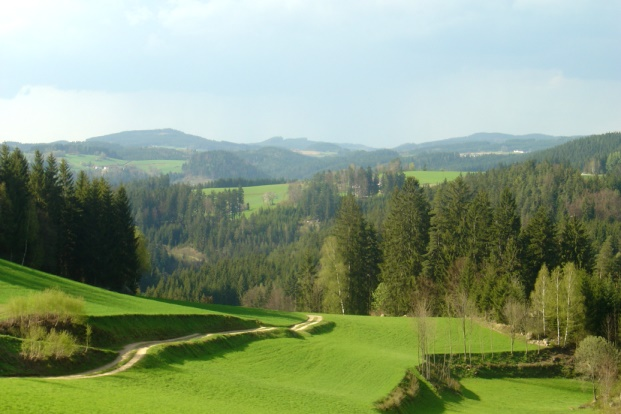
Imagine tipică cu dealuri cu păduri şi câmpii din Mühlviertel.

- Aist-Naarn-Kuppenland
- Böhmerwald
- Donauschlucht und Nebentäler
- Eferdinger Becken
- Freiwald und Weinsberger Wald
- Leonfeldner Hochland
- Linzer Feld
- Machland
- Südliche Böhmerwaldausläufer
- Südliche Mühlviertler Randlagen
- Zentralmühlviertler Hochland

## Districte
- Perg
- Freistadt
- Rohrbach
- Urfahr